# Jaca soriana
La jaca soriana es una raza equina autóctona española originaria de la zona de Soria, de la que toma su nombre. En la actualidad se considera extinta desde mediados del siglo XX.
Está emparentada con otras razas autóctonas derivadas del tronco cántabro, como el asturcón, el catalán, el faco gallego, el garrano, el merens, la jaca navarra, el losino, el pirenaico, el pottoka y el thieldón.
Genéticamente pertenece al subgrupo A1 del tronco tarpánico, descendientes directos del equus gmelini, pues su origen se remonta a los antiguos poneys celtas llevados a la península ibérica durante las sucesivas invasiones. Este subgrupo está formado por el asturcón, gallego, sorraia, jaca navarra, pottoka y losino, siendo este último con el que más relaciones genéticas comparte, y también era de capa negra.
Fue utilizada por los pastores sorianos, y con ellos se extendió por el Sistema Central.